# Corinna nitens
Corinna nitens är en spindelart som först beskrevs av Eugen von Keyserling 1891.  Corinna nitens ingår i släktet Corinna och familjen flinkspindlar. Inga underarter finns listade i Catalogue of Life.